# Bertha Hernández de Ospina
Bertha Hernández de Ospina (Medellín, 17 de abril de 1907- Fusagasugá, 11 de septiembre de 1993) fue una política, escritora, columnista y sufragista colombiana, miembro del Partido Conservador Colombiano, del cual llegó a ser una de sus figuras más relevantes, siendo parte del sector ospino-pastranista.
Ocupó el cargo protocolar de primera dama de la Nación, entre 1946 y 1950, por su matrimonio con el presidente Mariano Ospina Pérez. En este cargo defendió la política de "la huerta casera", para que los hogares colombianos cultivaran sus propios alimentos, y ejerció gran influencia en su marido durante los sucesos de El Bogotazo.
En los años 50, fue una de las defensoras del derecho al voto para las mujeres colombianas, y lideró movimientos feministas en su propio partido, convirtiéndose en una de las caras más conocidas del sufragismo en Colombia, el cual se consolidó durante la dictadura militar de Gustavo Rojas Pinilla, a quien su esposo ayudó a instalarse en el poder.
En los años 60, se convirtió en consejera de los presidentes conservadores durante la etapa del Frente Nacional, llegando a ser directora de su partido, algo inédito en la historia política de Colombia, pues ni siquiera el Partido Liberal, su rival, lo había conseguido. A partir de 1976 se convirtió en la máxima autoridad dentro del conservadurismo tras la muerte de su esposo, siendo clave en la designación de los candidatos presidenciales desde 1974 hasta 1982.

## Biografía
Bertha Hernández Fernández (su nombre de soltera), nació en Medellín, el 17 de abril de 1907, en el seno de una numerosa familia acomodada de su ciudad. Estudió su bachillerato en el Colegio de La Presentación de Medellín, pero por su prematuro matrimonio (se casó con 19 años), no pudo concluir sus estudios. Bertha conoció a su futuro esposo en 1924, cuando él era ministro de obras del gobierno de su tío Pedro Nel Ospina.

### Primera dama de Colombia (1946-1950)
Su esposo fue elegido presidente de Colombia, tomando posesión del cargo el 7 de agosto de 1946, luego de 16 años de gobierno liberal, y en medio de un tenso clima de violencia política. Su candidatura se impuso sobre la división entre la candidatura oficialista de Gabriel Turbay, y la disidente de Jorge Eliécer Gaitán, división que fue aprovechada por el conservadurismo para regresar al poder.
A pesar de haber obtenido una holgada victoria con el 40% de la votación, la campaña de Ospina fue la peor candidatura conservadora en décadas, pues su victoria estuvo muy por debajo del índice de votación que habían obtenido históricamente otros candidatos conservadores ganadores.

#### El Bogotazo (1948)

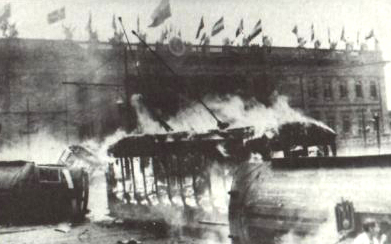

Hasta el 9 de abril de 1948, Bertha solamente cumplió con actividades protocolaria propias de su dignidad de primera dama, asisitiendo a eventos sociales y políticos de su esposo. Sin embargo a raíz del asesinato de Gaitán, su papel activo en la política colombiano se hizo mucho más evidente.
Según cuentan testigos presenciales, ante las crecientes presiones de los liberales contra su esposo para que dejara el poder y lo entregara a Darío Echandía, Bertha tomó varios fusiles que estaban disponibles en la Casa de Nariño, y comenzó a armar a todos los que estaban en ese momento allí, para preparar la resistencia armada contra los alzados en armas de las calles, puesto que hasta miembros de la policía y el ejército se unieron a la revolución liberal.
Según cuenta Alberto Casas Santamaría en su libro "Memorias de un pesimista", ese día se planteó la posibilidad de que el canciller Laureano Gómez se presentara en el palacio presidencial para ponerse al frente de la situación de la ciudad, pero éste fue retenido en el ministerio por órdenes de la primera dama. Según Casas, Bertha quería evitar que la vida de Gómez y Ospina (que ya estaban empezando a tener conflictos personales), corriera peligro, teniendo a ambos personajes en el mismo lugar. Se le atribuye la fraseː

"A él (Mariano) nadie lo toca mientras yo esté viva"
Bertha Hernández de Ospina, 1948.

Su posisión fue tan férrea que se dice que la frase que pronunció su marido durante el Bogotazo, no fue suya sino de Bertha. La frase en cuestión dice ː

"Más vale un presidente muerto que un presidente fugitivo"
Bertha Hernández de Ospina, 9 de abril de 1948.

### Inicios en la política

#### Golpe de Estado de 1953

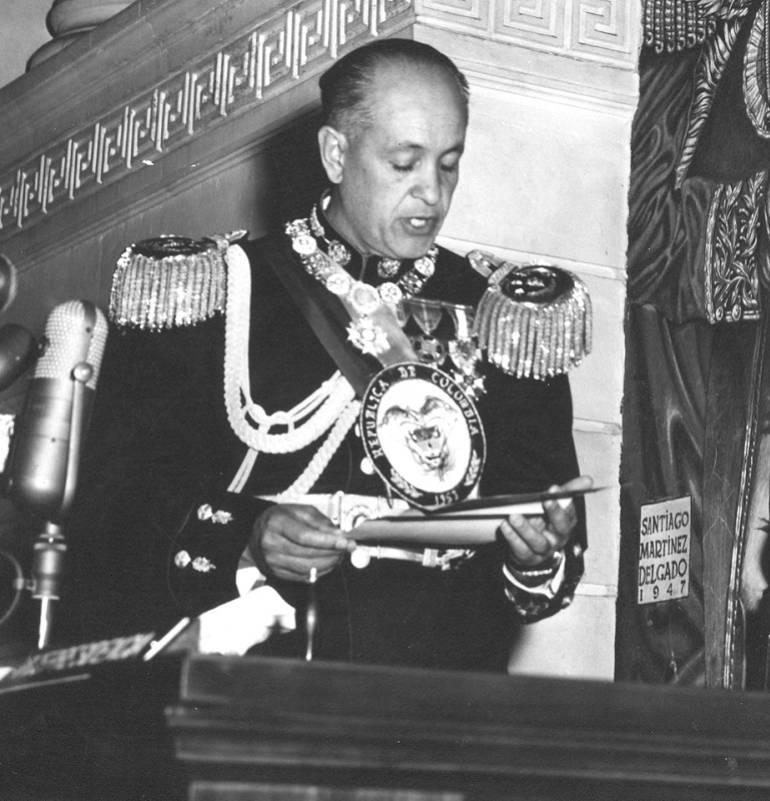
El general Rojas en su juramento presiddencial, 13 de junio de 1953.

Históricamente se le ha atribuido a Bertha una participación activa en el golpe de Estado contra Laureano Gómez, que se dio el 13 de junio de 1953.  

### Activisimo feminista

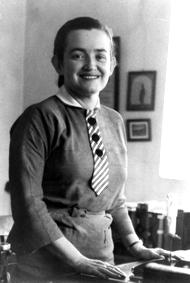
Josefina Valencia, una de sus compañeras sufragistas y copartidaria en el conservatismo.

En 1954, bajo el régimen de Gustavo Rojas Pinilla, fue líder y presidenta de la Organización Femenina Nacional, creada con el objeto de unir a las mujeres colombianas sin discriminación alguna, para luchar por el reconocimiento y la guarda de los derechos de la mujer y de la infancia, y lograr la aprobación de un proyecto de ley en febrero de ese año para garantizar los derechos civiles a las mujeres, iniciativa que fracasó inicialmente.
Gracias a ese activismo, asociada con las distinguidas damas de sociedad Josefina Valencia de Hubach (hermana de Guillermo León Valencia), Esmeralda Arboleda de Uribe (descendiente de Antonio Arboleda y Arrachea y por tanto pariente lejana de Josefina y Guillermo León), María Currea de Aya, Emilia Pardo Umaña, Ofelia Uribe de Acosta, Teresa Santamaría de González, y María Eugenia Rojas y Carolina Correa de Rojas (hija y esposa del general respectivamente), lograron incluir la iniciativa en la Asamblea Constituyente de 1954, que buscaba la reelección de Rojas hasta 1958, ya que en condiciones de normalidad democrática, ese año se debía elegir nuevo presidente.
El 25 de agosto de 1958, la Asamblea Constituyente convocada por Rojas aprobó la iniciativa por unanimidad de 60 votos contra 0 (aunque los opositores del proyecto se retiraron del recinto del Congreso para lograr romper el quorum, por lo que no ejercieron su derecho a votar), y a las mujeres se les garantizó por primera vez los derechos políticos, y progresivamente se les empezó a cedular. Respecto a la oportunidad de votar, ésta se dio el 1 de diciembre de 1957. 

### Caída de la dictadura y Frente Nacional (1957-1974)
El distanciamiento de Rojas de los postulados bipartidistas, el incidente de la plaza de Toros la Santamaría y el incendio en Cali de 1956, llevó a Rojas a hacerse impopular con los partidos tradicionales, quienes comenzaron a conspirar para hacerlo renunciar a la presidencia, evento que se dio el 10 de mayo de 1957, luego de que fracasara la reelección de Rojas para el período 1958-1962. Los enemigos de Ospina se unieron para establecer un gobierno de alternación conocido como Frente Nacional, al que Bertha se opuso por considerarlo altamente burocrático y corrupto, y porque quienes lo lideraban eran el sector laureanista del conservadurismo. 

### Años 80

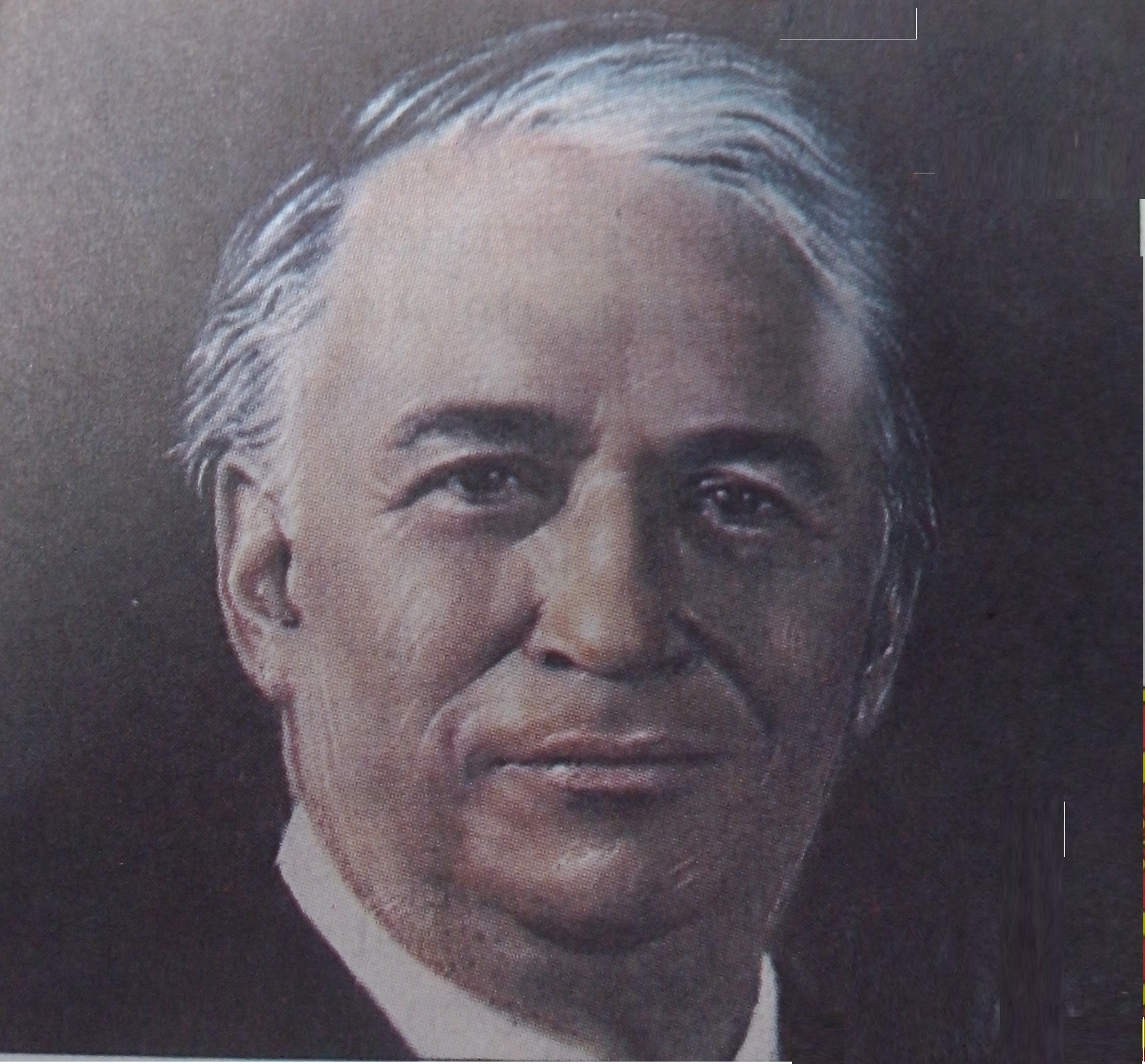
Fragmento del cartel promocional de la campaña Betancur, 1982.

Su oposición al comunismo la llevó a criticar fuertemente al presidente Belisario Betancur por hacer concesiones y establecer diálogos con los grupos guerrilleros que operaban en el país. Bertha Hernández hizo célebre su columna periodística titulada "El Tábano", una de las más críticas y leídas en la historia del periodismo colombiano, que publicó primero en el periódico El Siglo y luego en La República.
Bertha Hernández de Ospina falleció por un paro cardíaco mientras dormía, en la noche del sábado 11 de septiembre de 1993, en su hacienda La Clarita (llamada así en honor a su hija María Clara), del municipio de Fusagasugá, Cundinamarca, a los 86 años de edad. Hernández de Ospina murió acompañada por sus hijos, puesto que venía presentados problemas cardíacos hacía varios meses atrás.
Sus restos fueron trasladados a Bogotá, donde fueron velados en la Fundación Mariano Ospina Pérez, y luego se celebró un servicio católico en la parroquia San Alfonso María Liborio, cerca de la sede del Partido Conservador. Fue sepultada en el Cementerio Central de Bogotá el 12 de septiembre, en medio de grandes homenajes y con la presencia de varios líderes influyentes del Partido Conservador y del gobierno de la época. Según El Tiempo, un admirador anónimo exclamó en su sepelio ː

"Viva Bertha Hernández de Ospina, salvadora de Colombia el 9 de abril de 1948. Esposa del Presidente Ospina, que dijo: Más vale un presidente muerto, que un presidente fugitivo"
Anónimo, 12 de septiembre de 1993

## Vida privada

### Familia
Bertha Hernández Fernández era hija de Mercedes Fernández Echavarría y del industrial Antonio María Hernández Suárez, fundador de varias grandes empresas, entre ellas la pionera industrial Compañía Antioqueña de Tejidos, y del Ferrocarril de Amagá, que permitió la conexión férrea desde el río Magdalena hasta el Océano Pacífico en el puerto de Buenaventura, pasando por el montañoso centro de Antioquia. Cofundador por igual del Banco Comercial Antioqueño (hoy CorpBanca Colombia), de la gigante Compañía Colombiana de Tabaco (hoy propiedad de la Philip Morris), entre otras.
Bertha era la décima de once hijos, siendo sus hermanos Julio, Raúl, Antonio, Lucila, Ángela, 

### Matrimonio y descendencia

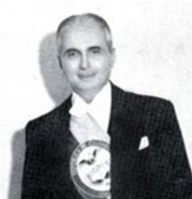
Su esposo, Mariano Ospina, el 7 de agosto de 1946.

Bertha contrajo matrimonio en Medellín a los 19 años con el empresario e ingeniero Mariano Ospina Pérez, el 26 de julio de 1926, en ceremonia oficiada por el obispo de Medellín, Manuel José Caycedo, amigo de la familia del novio.
Ospina era sobrino del saliente presidente de Colombia, Pedro Nel Ospina Vásquez, de quien Mariano era su ministro de obras públicas. Ospina era hijo del ilustrado Tulio Ospina, hermano del entonces presidente Ospina. Los hermanos Ospina Vásquez eran hijos del expresidente de Colombia Mariano Ospina Rodríguez, cofundador del Partido Conservador.

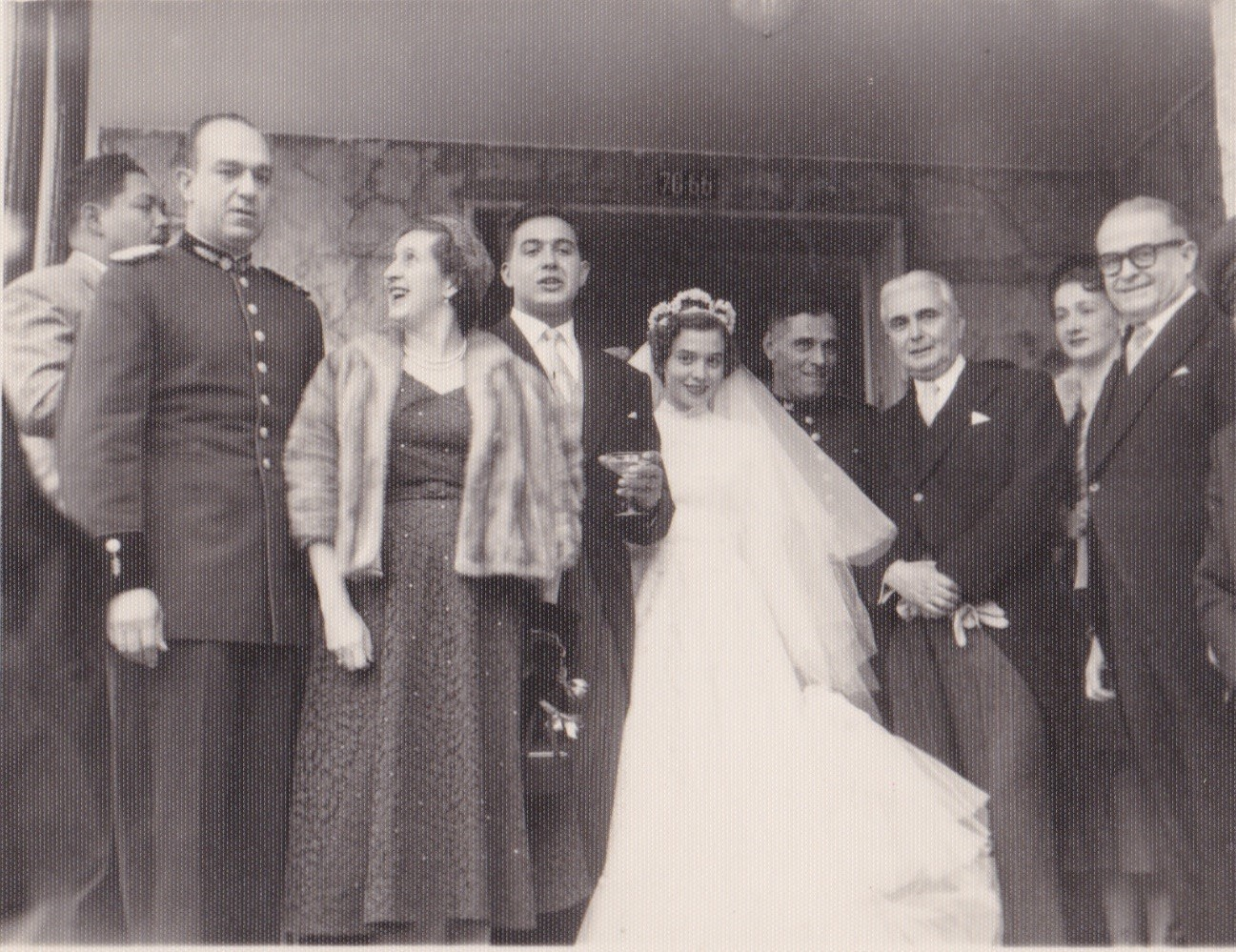
Bertha (a la izquierda de la novia) y su esposo (a la derecha de la novia) el día del matrimonio de su hijo Fernando con Olga Duque (ambos en el centro), Neiva, 1954.

Con Mariano, Bertha tuvo una influyente y numerosa proleː El académico y sucesor político de su familia, Mariano, el periodista Rodrigo (quien asumió la dirección de La República, diario económico fundado por su padre), el también político Fernando, el economista Gonzalo, y la escritora María Clara Ospina Hernández (la única que sigue viva de sus hermanos). 
Mariano fue padre de la política y diplomática Ángela Ospina Baraya, cuya hija se casó con el hijo mayor del expresidente Andrés Pastrana; y Fernando se casó con la líder feminista Olga Duque Parma, quien llegó a ser mucho más influyente que su esposo, pues fue congresista y gobernadora de Huila.

### Relación con los Pastrana
Además del matrimonio de su bisnieta Sabrina Nicholls Ospina con Santiago Pastrana Puyana, la familia Ospina ha estado conectada con la familia Pastrana desde la década de los años 30. En 1938, durante un evento militar por la trasmisión del mando de Alfonso López Pumarejo al electo presidente Eduardo Santos, uno de los aviones de la exhibición militar sufrió un problema técnico, y derramó el combustible en una grada con asistentes, quienes sufrieron quemaduras graves.
Entre los asistentes heridos se encontraba un joven de 15 años, estudiante del Colegio Mayor de San Bartolomé, llamado Misael Pastrana Borrero, quien se pudo recuperar satisfactoriamente del accidente (salvo por el daño en su nervio fácil que le generaba una sonrisa involuntaria), y cuyos cuidados corrieron por cuenta del matrimonio Ospina Hernández, quienes eran amigos de los padres de Misael. De hecho su esposo costeó los gastos de su atención médica.
Sin embargo su apoyo no fue únicamente durante este suceso. Pastrana se convirtió en protegido de los Ospina, quienes fueron claves en el ascenso político del abogado, llegando a ser elegido presidente de Colombia para el período 1970-1974. De hecho, Pastrana se convirtió en defensor del ideario político de Ospina Pérez cuando falleció en 1976, junto a su viuda llevaron la batuta del Partido Conservador hasta bien entrados los años 80.

### Orquideología
Fue una reconocida cultora de la orquideología colombiana. En sus haciendas de Antioquia y Bogotá, proporcionó sus jardines de orquídeas para la investigación y la propagación de variedades nacionales y extranjeras. Su dedicación a éstas plantas la llevó a ser la orquideóloga más importante de Colombia. Actualmente, se preserva su orquideorama en el jardín botánico de Medellín. 

## Obras
- El Tábano
- El Tábano y la enjalma
- La mesa campesina
- Mis jardines de orquídeas de La Clarita